# Puente colgante de Jiangyin
El puente colgante de Jiangyin es el puente más adentrado en el mar que cruza el río Yangtze en China.  Une las ciudades de Jiangyin y Jingjiang. El vano principal del puente tiene una longitud de 1385 m, lo que le convierte en el sexto puente colgante más largo del mundo y el más largo en China en el momento de su inauguración. Tras la construcción de los puentes de Runyang (2005) y Xihoumen (2007) pasó a ser el tercero más largo en China. 
Situado en el centro de la provincia de Jiangsu, permite el tráfico de dos autopistas nacionales, la autopista Tongjiang-Sanya en la costa este y la autopista Pekín-Shanghai al oeste. El puente cuenta con tres carriles en cada dirección así como pasos para peatones. Se escogió la localización actual porque en el río se estrecha en ese pasaje. El gálibo del puente para la navegación marítima es de 50 m. 
El puente se planificó de forma que estuviera terminado para el 50. aniversario de la Revolución China (1947). Fue el primer puente de un vano importante diseñado en China. Los trabajos de cimentación comenzaron en 1994, mientras que los trabajos de ingeniería, manufactura y construcción se culminaron en menos de 3 años. Las torres de hormigón tienen una altura de 190 m equivalente a un edificio de 60 plantas. El vano principal está hecho de una estructura en forma de caja de acero ligero. La plataforma de acero se colocó elevando unidades prefabricadas de un peso por unidad de 500 toneladas métricas con la ayuda de gatos. Los vanos laterales están hechos de hormigón continuo pre-endurecido. El puente se inauguró el 28 de septiembre de 1999. La obra fue dirigida por la compañía británica de ingeniería Cleveland Bridge & Engineering Company. 
En 2002 el puente recibió un reconocimiento en la International Bridge Conference por "...por logro de ingeniería excepcional que, por su visión e innovación, es un símbolo para la comunidad para la que fue creado."